# Уики, Хоэль
Хоэ́ль Адриа́н Уи́ки Андра́де (исп. Joel Adrián Huiqui Andrade; 18 февраля 1983, Лос-Мочис, Мексика) — мексиканский футболист, центральный защитник. Выступал в сборной Мексики.

## Клубная карьера
Уики воспитанник клуба «Крус Асуль». В 2002 году он был включен в заявку основной команд, но дебютировал в мексиканской Примере только после перехода в «Пачуку» в 2003 году. 10 августа в матче против «УАНЛ Тигрес» Хоэль впервые появился на поле в Лиге MX. Он быстро стал футболистом основного составе и следующем сезоне помог клубу выиграть Апертуру. После удачного сезона руководство «Крус Асуль» пожелало вернуть воспитанника и выкупило трансфер защитника за 5,4 млн евро. До прихода в клуб тренера Бенхамина Галиндо, Уики был основным защитником команды, но после смены на тренерском мостике сел в запас. В турнире Клаусуры 2008 он не сыграл ни минуты. В начале 2011 года Хоэль был в отдан в «Монаркас Морелия» на правах аренды. 9 января того же года в матче против «Атласа» он дебютировал за новый клуб. 27 февраля 2011 года в поединке против «Атланте» Уики забил свой первый гол за команду и помог ей одержать победу. После окончания аренды руководство «персиков» выкупило трансфер защитника.
26 января 2018 года Уики подписал контракт с новообразованным клубом «Лас-Вегас Лайтс» из USL, второй лиги США. 18 марта в дебютном матче клуба в лиге, против «Фресно», он забил гол.
12 апреля 2019 года Уики объявил о завершении футбольной карьеры.

## Международная карьера
В 2003 году Уики в составе молодёжной сборной Мексики принял участие в молодёжном Чемпионате мира в ОАЭ. На турнире он сыграл во всех трех матчах и был основным футболистом.
8 октября 2005 года в матче квалификационного раунда чемпионата мира 2006, против сборной Гватемалы Хоэль дебютировал за сборную Мексики. 14 декабря того же года в товарищеском поединке против сборной Венгрии он забил свой первый гол за национальную команду. Уики был близок к поездке на Чемпионат мира 2006, но в последний момент Рикардо Лавольпе вывел его из состава.
В 2013 году Хоэль в ранге капитана принял участие в Золотом кубке КОНКАКАФ. На турнире он сыграл в матчах против команд Мартиники, Тринидада и Тобаго, Канады и дважды Панамы.

### Голы за сборную Мексики
| #   | Дата            | Место                  | Противник | Счёт | Результат | Соревнование      |
| --- | --------------- | ---------------------- | --------- | ---- | --------- | ----------------- |
| 01. | 14 декабря 2005 | Чейз-филд, Финикс, США | Венгрия   | 2:0  | 2:0       | Товарищеский матч |

## Достижения
Командные
 «Пачука»
- Чемпион Мексики — Апертура 2003

 «Монаркас Морелия»
- Обладатель Кубка Мексики — Апертура 2013
- Обладатель Суперкубка Мексики — 2014